# Frithjof Dau
Frithjof Dau obtuvo su diploma en matemáticas en la Universidad de Hanóver en 1994. Desde 1997 a 2003, fue miembro del Grupo de Rudolf Wille en la Universidad Técnica de Darmstadt. En los años 2003, 2004 y 2005 se desempeñó como disertante en la Universidad de Ciencias Aplicadas de Darmstadt. Actualmente trabaja como investigador en el área de la matemática aplicada y la informática de la compañía productora de software empresarial SAP AG (Walldorf, Alemania).

## Publicaciones
La obra de Dau incluye trabajos sobre razonamiento diagramático y estructuras conceptuales.